# Trésorier de France
Trésorier de France est un office de finances de l’administration française d’Ancien Régime.

## Moyen Âge
Le trésorier de France a été instauré au XIIIe siècle. Il s'agit de l’administrateur des finances royales. À partir de Philippe le Bel, qui transfère le Trésor du Temple au Louvre en 1295, le nombre de trésoriers de France augmente de deux à quatre selon les époques. À cette époque, les revenus de la monarchie sont issus du domaine royal. À partir du XIVe siècle se met en place une administration des finances parallèles fondée sur les impôts. Les trésoriers de France n'ont que l'administration des revenus domaniaux, appelés finances ordinaires, les impôts ou finances extraordinaires étant gérées par des généraux des Finances. On distingue parmi les trésoriers de France un souverain établi sur les trésoriers qui est investi de la garde du Trésor, assisté par le changeur du Trésor. Les autres trésoriers mènent des chevauchées périodiques dans le domaine royal pour s’assurer de sa bonne administration. Vers 1444, le système est réformé par Charles VII qui découpe le royaume en quatre trésoreries régions d’administration des finances : Languedoc, Languedoïl, Normandie et Outre-Seine-et-Yonne. Chacune de ces régions est administrée par un trésorier de France particulier, qui continue à résider à Paris.
Dans l'exercice de leur fonction d’administrateurs domaniaux, les trésoriers de France ont autorité sur les baillis et sénéchaux ; ils peuvent également transmettre les ordres de paiement aux receveurs du domaine ou au changeur du Trésor. Ils n'ont pas de juridiction contentieuse, mais peuvent être appelés à la chambre des comptes. En 1390 une partie des trésoriers de France forment la chambre du Trésor, juridiction des contentieux ayant trait aux finances ordinaires. Les Trésoriers de France médiévaux n'ont pas de fonction d'ordonnancement des finances, réservée au conseil du roi.

## Époque moderne
À la fin du Moyen Âge, les quatre trésoriers de France et les quatre généraux des finances assument collectivement la gestion des finances de la royauté sous le nom de Messieurs des finances, tout en gardant des fonctions distinctes. François Ier tente d'unifier ce système à partir de 1523. À cette date est créé le Trésor de l'Épargne, nouvelle caisse centrale de la monarchie. En juin 1524, est créé un deuxième office : le Trésor des Finances extraordinaires et parties casuelles, qui s'occupe des dépenses étatiques irrégulières et imprévues. En 1542, les recettes du domaine (finances ordinaires) et les recettes des aides et des tailles (finances extraordinaires) sont unifiées dans de nouvelles recettes générales. À partir de 1545, les trésoriers de France et les généraux des finances doivent prendre résidence dans leur trésorerie, ce qui met fin à leur rôle de gestion centrale des finances. Ce sont les intendants et contrôleurs généraux des finances qui leur succèdent dans ce rôle. Enfin en 1552, les offices de trésorier de France et de général des finances sont unifiés dans de nouveaux offices de trésoriers généraux de France. De 1557 à 1577, on en revient à la distinction des offices, mais le nombre de trésoriers de France est multiplié : on en compte désormais deux pour chacune des dix-sept généralités. L'unification définitive des trésoriers de France et des généraux des finances est de 1577, avec l'instauration d'une gestion collective des finances à l'échelon régional dans de nouveaux organismes appelés bureaux des finances.